# Sanpei Shirato
Sanpei ou Sampei Shirato (白土 三平, Shirato Sanpei), né Noboru Okamoto (岡本 登, Okamoto Noboru), le 15 février 1932 à Tokyo (Japon) et mort le 8 octobre 2021, est un scénariste et dessinateur de mangas, ainsi qu'un essayiste.
Il est connu pour sa critique sociale aussi bien que pour son style de dessin réaliste ainsi que pour les personnages de ses scénarios. Il est considéré comme un pionnier du genre gekiga. Fils du peintre prolétarien Tōki Okamoto (岡本 唐貴), son rêve de l'égaler dans le domaine de l'art a commencé quand il est devenu artiste de kamishibai. Il est aussi connu pour son œuvre publiée dans les premiers numéros du magazine manga d'anthologie Garo, magazine dans lequel il a démarré la série Kamui-den. Il a inspiré Katsuhiro Otomo et Masashi Kishimoto.

## Biographie
Durant son enfance, son père est un des acteurs majeurs du mouvement culturel prolétarien : c'est une des rares personnes à être photographiées aux côtés du corps torturé du leader prolétarien Kobayashi Takiji. Il grandit pendant les années de rancœur de la guerre et certaines de ces émotions sombres ressortent dans la société nihiliste dépeinte dans ses œuvres.
Shirato a développé son style en réalisant des planches pour des spectacles de théâtre de poche (kamishibai), après être sorti du lycée à 18 ans. Influencé par l'ukiyo-e de l'ère pré-Meiji, il diverge dans sa description des scènes d'action par un découpage multicase lent, unique à son style.
Shirato commence par publier ses dessins à partir de 1955, et commence sa carrière de mangaka professionnel en 1957 avec Ninja bugeichō (忍者武芸帳), un manga historique de ninjas qui captiva les étudiants et les intellectuels de l'époque. En 1963, il reçoit le Prix Kōdansha du manga pour enfant pour Seton dōbutsuki (シートン動物記, Shīton dōbutsuki, Chroniques animalières de Seton) et Sasuke (サスケ). Kamui-den (カムイ伝, lit. « La Légende de Kamui »), première série publiée dans Garo, profondément influencée par le marxisme, peut être considérée comme son œuvre majeure. Il s'agit de l'histoire de Kamui, un ninja qui quitte une organisation qui le prend en chasse et prend conscience de la véritable nature de l'ère Edo et des discriminations inhérentes à la société féodale; le manga est en particulier une dénonciation du sort des burakumin. Il a alors comme assistant Gōseki Kojima, ainsi que son frère Tetsuji Okamoto.
Les œuvres de Shirato sont essentiellement des drames historiques centrés sur les ninjas qui donnent un éclairage historique sur le Japon, critiquent l'oppression, la discrimination et l'exploitation. Nombre d'entre elles ont été portées à l'écran sous forme de séries animées ou de films : c'est le cas de Ninja bugeichō, adapté par Nagisa Ōshima sous le titre Carnets secrets des ninjas en 1967, un film inhabituel réalisé uniquement avec les images du manga et des commentaires, sans animations.
Il meurt le 8 octobre 2021 à Tokyo à l'âge de 89 ans des suites d'une pneumopathie d'inhalation, quelques jours avant le décès de son frère Tetsuji Okamoto le 12 octobre 2021,.

## Œuvres
- AKAME
- Bachos
- Best Collection of Sanpei Shirato's Earlier Works (édition Shōgakukan)
- Census Register of Ninjas
- Crying Field
- Death God Kim Boy
- Devil Wind
- Handbook of Ninja Arts (as told by Kagemaru)
- Kamui, The Legends of Kamui, Life of Kamui: 38 vols, More Legends of Kamui, The Story of Kamui (part 1 & 2) (1982)
- Kinada
- Life of Mufu
- Ninja Whirlwind
- Ninja bugeichō (1959)
- Osen
- Pentheus
- Rock at Nanatsuoke
- Sanada Swordmanship
- Sasuke (ja), (1961),
- Savannah
- Secret Ninja Stories
- Seton's Wild Animals
- Song of Buffalo
- The Fumas
- The Secret Stories of Ninja Techniques
- Watari, (1965)
- Wolf Boy